# Alfréd Haar
Alfréd Haar [ˈɒlfreːd haːr] (węg. Haar Alfréd, ur. 11 października 1885 r. w Budapeszcie, zm. 16 marca 1933 r. w Segedynie) – węgierski matematyk.
Około roku 1932 podał sposób definiowania miary niezmienniczej na grupach lokalnie zwartych.

## Życiorys
Po ukończeniu sławnego Fasori Gimnázium, studiował od 1904 na Uniwersytecie w Getyndze i doktoryzował się w 1909 roku u Dawida Hilberta. Po kilku latach pracy jako asystent w Getyndze wrócił na Węgry, by rozpocząć pracę na Uniwersytet Franciszka Józefa w Kolozsvárze (obecnie Kluż-Napoka w Rumunii). Po pierwszej wojnie światowej przeniósł się na krótko do Budapesztu, a stamtąd do Segedynu, dokąd przeniesiono Uniwersytet Franciszka Józefa po odstąpieniu Siedmiogrodu przez Węgry Rumunii w wyniku traktatu w Trianon. W Segedynie współpracował z Frigyesem Rieszem.
Haar zajmował się głównie badaniem równań różniczkowych pochodnych cząstkowych, teorią aproksymacji Czebyszewa i teorią grup topologicznych. Nazwana jego imieniem miara Haara przenosi miarę Lebesgue’a na grupy lokalnie zwarte.